# Фениш (Арад)
Фениш (рум. Feniș) насеље је у Румунији у округу Арад у општини Гурахонц. Oпштина се налази на надморској висини од 194 m.

## Становништво
Према подацима из 2002. године у насељу је живело 173 становника, од којих су сви румунске националности.